# 卞仲耘
卞仲耘（1916年6月19日—1966年8月5日），安徽省无为县人，中国共产党党员，原北京师范大学附属女子中学（今北京师范大学附属实验中学）校党总支书记兼副校長。文化大革命“红八月”期间，她被该校的女红卫兵们打死于校中，是文革期间在北京第一个被打死的教育工作者。

## 生平
据卞仲耘生前所写的一份自传，她父亲出生贫寒，先在钱庄做学徒，而後自己开了间小型钱庄，后来又当上了该县商会会长。1937年，21岁的卞仲耘高中毕业时未能考上大学，就当上了小学教员，并利用业余时间补习功课，准备再考大学。抗日战争爆发，1938年春，她随芜湖女子中学迁移长沙，参加了当地的战地服务团。1941年，她在四川成都考入燕京大学经济系，后又转入齐鲁大学，1945年毕业。1941年，卞仲耘加入中国共产党；1945年，她和丈夫王晶垚一起去了解放区。
卞仲耘1947年在华北晋冀鲁豫边区，参与武安县‘土改工作团’进驻十里店。十里店是“土改”时树立的一个样板。在此“土改工作队”组织下，由村委会执行，将四个地主押到河滩上，用石头砸死，然后扔到河里冲走。经考证似并无此事
1949年中华人民共和国成立後，卞仲耘调北京师范大学附属女子中学工作，历任学校教导员，副教导主任、主任，校党总支副书记、书记，副校長。由于当时该校没有校长，在文革开始时，卞仲耘实际上就是北京师大女附中的最高负责人。
1966年8月5日（红八月期间），她遭受批斗，被红卫兵（实际上都是自己的学生）毆打致死，后被搬上运送垃圾的手推车，用大字报盖起来，上面压住一把大扫帚，直至尸体僵硬。

## 家庭
她是四个孩子的母亲。丈夫王晶垚，当时在中国科学院哲学社会科学部近代史所工作。

## 死亡经过

### 背景
北京师范大学附属女子中学（简称“师大女附中”）建立于1917年，位于北京市西城区，是该市历史最长的中学之一。由于学校离天安门广场及中南海只有一公里，加以文革前該校即為北京重點中学之一，很多中共高级幹部的女兒都到這所中学讀书。毛泽东的兩個女兒李敏、李讷文革前都從這所中学毕业；文革開始時，刘少奇的女儿刘婷婷、邓小平的女兒邓榕正在該校就读。在文革開始前的1965年秋季入学中，高級幹部的子女占了一半。這一特點与卞仲耘被打死有相當的关联。

### 女附中的第一张大字报
1966年6月1日晚上，中央人民广播电台广播了北京大學的被毛泽东赞扬为“全國第一張馬列主義的大字報”，除攻擊北京大學的負責人之外，又號召“堅決徹底乾淨全部地消滅一切牛鬼蛇神”。第二天中午，三個學生在北京师大女附中也貼出了第一張大字報，宣稱要“誓死保衛黨中央，誓死保衛毛主席”，對該校領導作了類似的攻擊。在這張大字報上署名的學生为“刘进、宋彬彬、马德秀”。6月3日，由共青團中央派出的“工作組”取代了原校領導，开始掌管学校。6月6日，在工作组的支持下，师大女附中革命师生代表会成立，教师代表二人：李松文（数学老师）、陈大文（生物老师），学生代表五人：刘进（河南省委书记刘仰峤之女，高三学生）任主席，宋彬彬（中共中央东北局第一书記宋任穷之女，高三学生）、马德秀（高三学生）、耿丽兰（高三学生）、尹斐（高二学生）任副主席等。此后，师大女附中形成了工作组－革命师生代表会－各班核心小组三级领导体制。
工作組進校之後，學校停課，用全部時間搞文革，也就是開會、貼大字報以及學習毛澤東著作和《中国共产党中央委员会关于无产阶级文化大革命的决定》等文件。學校的老師和負責人都成了被揭發的对象，學生對老師，先是直呼其名。進而咒駡喝斥整個學校貼滿了大字報攻擊學校原領導人和教師。幾乎每個教師都被大字報攻擊。

### 卞仲耘的罪状
一、是參與彭真领导下的前中共北京市委“搞军事政变的反革命活动”。
二、是“反對毛主席”。證據之一是，1966年3月北京的鄰近地區發生地震，爲學生的安全，學校告訴學生，若地震發生，要趕快離開教室。有學生問是不是要把教室裏挂的毛主席像帶出來，卞仲耘未正面回答這個問題，沒有說要也沒有說不要。
还有例如反毛澤東思想、诬蔑党的方針政策、反黨反社會主義反三面紅旗、反對黨的政策、破壞文化大革命、智育第一、追求升學率、反對和工農結合、精心培養修正主義苗子、培養資產階級教師隊伍、反革命暴動和與黑幫聯繫、低級趣味等等。
有一張貼在她的臥室門上的大字报写道：
狗惡霸，卞毒蛇，你他媽的聽著，你再敢騎在勞動人民頭上耀武揚威，我們抽你的狗筋，挖你的狗心，砍你的狗頭。你他媽的別妄想東山再起，我們要斷你的孫，絕你的種，砸你個稀巴爛。

### 揭发批判大会
1966年6月23日，工作組主持召開對卞仲耘的“揭發批判大會”，全校師生員工皆參加。會後，卞仲耘給上級寫了一封長信，在信中声称（引自原件底稿）：
在群情激憤之下，我就被拷打和折磨了整整四五個小時：戴高帽子，“低頭”，罰跪，拳打、腳踢，手掐，用繩索反捆雙手，用兩支民兵訓練用的步槍口捅脊背，用地上的污泥往嘴裏塞，往臉上抹，往滿臉滿身吐吐沫。

### 结局
不久，毛泽东对刘少奇和邓小平等人派出工作组的做法进行批评，工作组于7月30日撤离师大女附中。1966年7月31日，北京師大女附中原反对工作组的该校“红旗”派学生宣布成立紅衛兵組織“毛泽东主义红卫兵”，原在工作组领导下成立的师大女附中革命师生代表会的人员一时成了“保守派”。由于最高领导机构工作组的消失，校内秩序发生混乱。
8月4日下午，红卫兵闯进几位校负责人办公室，用皮带抽打了他们。
王晶垚主张妻子立即离开北京，回安徽老家暂避一时。但是卞仲耘不同意。她认为天南地北都是中国，天罗地网无处躲避。更重要的是，她认为自己是清白的，如果逃走，反而会被认为是有问题的。“为了人的尊严，我决不能逃走”。
王晶垚又劝说了几句。卞仲耘外柔内刚的性格此时显现得格外鲜明，她最后对丈夫说：“彻底的唯物主义者是无所畏惧的。”
8月5日下午2時左右，高中一年級一些学生發起了“斗黑帮”行動，其他學生紛紛湧來。因是學校的主要负责人，即黑幫頭子，卞仲耘被打得最重。当时女附中一个班的“红卫兵”突然聚集起来“斗争黑帮”，冲到正在打扫厕所的副校长胡志涛跟前。胡志涛对学生说，工作组撤走以后，红卫兵如要开批斗会，要事先报告新成立的北京市委。就是说，红卫兵不能自作主张地斗争校领导。
红卫兵将学校5个负责人揪到大操场上，给他们戴上了用废纸篓糊成的高帽子，在他们的脖子上套上写有“反革命黑帮”、“三反分子”字样的牌子。接下来，强迫他们一字排开跪下。“大批判”会立即开始了。
红卫兵们草草“批判”了几句，就将被斗者从高台上拉下来“游街”，强迫他们一边走一边敲打被硬塞到手里的铁簸箕，反复地说：“我是牛鬼蛇神。”
5位教师被赶到小操场，要他们停下来劳动，挑走那里的一堆沙子。红卫兵自己动手，把要卞仲耘挑的筐里装满沙子，用铁锹拍了又拍。经受了半天折磨的卞仲耘哪里挑得起来。红卫兵一拥而上将她打倒，拳脚乱棍交加。
女附中的教师们吓得缩在办公室里不敢出来。5名校领导孤立无援地迎受狂热女生的殴打，完全失去了自卫能力，被学生们一路厮打扯向宿舍楼。
一路上乱棍如雨，殴打者使用了形形色色的木棍，其中包括带有钉子的桌腿。宿舍楼走廊的白墙上留下了斑斑血迹。
这场狂热语言和棍棒交加的批判持续两个多小时，被批判和殴打的教师完全没有抗辩可能。
經過兩、三個小時的毆打和折磨，下午五點的時候，卞仲耘已經被打成重伤并且失去知覺，大小便失禁，倒在宿舍樓門口的臺階上奄奄一息，但是依然有一些学生对她进行殴打、辱骂、扔穢物。
当有人发现卞仲耘“已经快不行了”的时候，群情激昂的学生却怕影响不好，干脆将卞仲耘放在一辆手推车上，身體用大字報紙、竹掃帚、雨衣等杂物掩盖起来。直到晚上七点多钟，才将卞仲耘送到了附近的邮电医院，而此时卞仲耘的尸体早已僵硬。
當時丈夫王晶垚買了一部相機，為她拍攝血跡斑斑的遺照。30多年后，王晶垚在接受香港有線電視“神州穿梭”节目采访时表示：“当时，北京正值夏天，最热的时候，不要说是一个饱受摧残和虐待的人；就是一个健康的人，也要捂出事儿来。”卞仲耘死亡后，邮电医院醫生開出“死因不明”的死亡證明書，王晶堯最终將卞仲耘的屍體送去了東郊火葬场火化。
曾于1960年毕业于该校的章詒和在《伶人往事》一書中，提及“母校的卞仲耘校长（女）在文革中是被本校红卫兵暴打而亡。有人知道当场用腳狠踢校长頭部的女学生是谁，而至今无人敢出来指认。2005年，她还接受一家電視台的《名人面对面》专栏采访。采访的题目，就是控诉“文革”对她一家的迫害“（第106页）。据王晶垚接受澳大利亚SBS电视台纪录片《As It Happened: Mao - A Life, Mao Is Not Dead》访问时，明确表示邓榕（邓小平之女）参与行兇。有两个敢于作证的目击者，女附中退休教师林莽（陈洪涛）是其中之一，另一位老师在案发当天用左手给王晶垚先生先生写了一封匿名信，证明卞校长是被活活打死的。2006年，卞仲耘遇难40周年之际，林莽在胡杰的纪录片《我虽死去》中为这场所谓“惨无人道的凶杀案”作证，并撰写《目击并身历其境者言》，详述卞氏遇难过程，虽然没有指出具体人名，但描绘了一个个红卫兵的行为，比如，“有一个女将个子又高又大，腿又长，居然在她身上踏上一只穿着军靴的大脚。” 还有那个红卫兵命令卞仲耘干什么，命令他干什么，哪个红卫兵对卞仲耘施加了哪种暴行，等等。林莽于2012年9月21日去世，据其生前挚友透露，林莽离世前用左手写下证言：1966年8月5日最后一脚踩死卞仲耘校长的是叛徒、工贼、反革命分子刘少奇与王光美的女儿刘婷婷。

## 后续
1971年，林彪死後，文革領導人開始緩和對被整的幹部的政策。1973年，卞仲耘得到了一個“沒有問題”的“結論”。她的死被當作“在工作時死亡”處理。學校的“革命委員會”依照有關規定，給了卞仲耘家人400塊錢。1976年，毛澤東死去，江青等四人幫被逮捕。一年後，開始了審慎緩慢的平反過程。1978年，北京市西城區委員會給卞仲耘開了追悼會，爲她“昭雪”。王晶垚一再要求，用那400塊錢在卞仲耘曾經工作和被打死的學校裏建一塊碑或者種一排樹表示紀念；而他的努力一直沒有結果。
同时，王晶垚也開始設法通过法律的途径，为妻子討回公道。1979年4月，他向北京市公安局、北京市人民檢察院、北京市人民法院提交控訴書。除了要求調查和處理直接的殺人兇手；并控告一個曾因私怨而在鬥爭卞仲耘大會上製造僞證的校外人員袁淑娥（大连工学院俄语教师，师大女附中英语教师丁某的前妻），后者在斗争卞仲耘大会上声称卞仲耘和其前夫有男女關係問題，还在卞仲耘生前带领师大女附中学生上卞仲耘家贴大字报。然而，北京市西城區人民检察院却做出了不予起诉的决定。理由是“追訴時效期限”已过。1989年12月25日，中华人民共和国最高人民检察院決定北京市西城區人民檢察院的不起訴決定“应予维持”。
据姚监复披露：八月五日卞校长被打死的那天晚上，邓小平女儿邓楠、邓榕找到王晶垚家，并告诉王晶垚，以后只能讲卞仲耘是高血压因病死亡，不能再讲卞仲耘是被打死的。几十年后安全部门亦正式通知胡杰，影片中不能收入邓楠、邓榕对王晶垚讲的“不能讲卞仲耘是被女学生打死的”那段话。
在卞仲耘被打死27年之後，面對最高人民檢察院的決定，王晶垚的申冤之路似乎已經走到了头。

## 纪念
2009年，一些原师大女附中学生为其建造了一座铜像，原拟题写“殁于一九六六年八月五日文革暴力中”，后因前红卫兵们反对，最后只写上“1916.6.19-1966.8.5”。2011年，在北京师范大学附属实验中学举行了铜像揭幕仪式。

## 延伸阅读
- 胡志涛，“八五”祭，载 胡志涛、丁丁，生活教育论，合肥：安徽教育出版社，1996年
- 王友琴，女性的野蛮，载 王友琴，女博士生校园随笔，北京：北京出版社，1988年
- 王友琴，1966：学生打老师的革命，二十一世紀雙月刊，1995年8月號
- 王友琴，八月祭，中国时报
- 王友琴，《文革受难者——关于迫害、监禁与杀戮的寻访实录》，香港：开放出版社，2004年，第33-58页
- 王友琴，八月，让我们纪念受难者，2006年
- 王友琴，网上文革受难者纪念园 （页面存档备份，存于）
- 伏生（唐伏生），那天， 我是残杀卞仲耘的目击者之一，独立评论，2010-04-29（2001年原载网上文革受难者纪念园） （页面存档备份，存于）
- 冯敬兰，记忆的伤疤，载 者永平主编，那个时代中的我们（下册），远方出版社，1998年
- 罗点点，红色家族档案——罗瑞卿女儿的点点回忆，南海出版公司，1999年
- 卡玛，纪录片《八九点钟的太阳》，2003年（宋彬彬、叶维丽、刘婷婷接受采访）
- 裕雄，良知与责任——纪念卞仲耘校长殉难四十周年，炎黄春秋2006年8期
- Weili Ye, The Death of Bian Zhongyun, The Chinese Historical Review, Volume 13,Number 2, Fall 2006
  - 白芳（叶维丽），卞仲耘之死，周子平译，二闲堂，2006年
- 胡杰，紀錄片《我雖死去》（采風電影DVD發行），2006年
- 林莽，目击并身历其境者言——纪念卞仲耘校长殉难四十周年，2006年
- 王友琴，艰难的诉说：卞仲耘被害40年后，2006年
- 刘秀莹，卞仲耘，一位令人深切怀念的好校长——纪念卞仲耘同志殉难40周年，教育艺术2006年10期
- 陶洛诵，师大女附中学生陶洛诵2007年证词（网络电子版），2007年
- 刘自立，存像废史，2009年
- 本杰明·哈里斯，中国·沉默的中国长城：北京2008年11月，贝苏尼译，记忆2010年总第41期
- 神州穿梭_卞仲耘文革第一位被公開打死的教師，香港有線電視，2006-11-21
- 宋彬彬，四十多年来我一直想说的话，记忆2012年总第80期
- Weili Ye, Xiaodong Ma, Growing Up in The People's Republic:Conversations Between Two Daughters of China's Revolution, Palgrave MacMillan, 2005
  - 叶维丽，动荡的青春，北京：新华出版社，2008年
- 冯敬兰，烈日下的集体谋杀，独立评论，2010-04-29 （页面存档备份，存于）
- 毛毛，我的父亲邓小平——“文革”岁月，北京：中央文献出版社，2000年
- 记忆2010年总第四十七期（师大女附中文革专辑） （页面存档备份，存于）
  - 中共北京市西城区委  关于卞仲耘同志的昭雪决定，记忆2010年总第47期
  - 邓小平对北京师大女附中工作组的谈话（摘要），记忆2010年总第47期
  - 叶维丽，好故事未必是好历史，记忆2010年总第47期
  - 冯敬兰、刘进、宋彬彬、于羚、叶维丽，也谈卞仲耘之死，记忆2010年总第47期
  - 刘沂伦 ，我的记忆：师大女附中文革初期二三事，记忆2010年总第47期
  - 胡泊，“卞案”三题，记忆2010年总第47期
- 记忆2010年总第四十九期（师大女附中文革专辑二） （页面存档备份，存于）
  - 朗钧  “师大女附中红卫兵”是什么时候成立的？，记忆2010年总第49期
  - 冯敬兰  我为什么要替宋彬彬说话，记忆2010年总第49期
  - 王里  澄清是重要的，但反思更迫切——读宋彬彬、叶维丽、刘进等人的文章和访谈，记忆2010年总第49期
  - 王锐  浅谈“暴力文化”——读《记忆》总47期有感，记忆2010年总第49期
  - 于羚  反省历史需要更多人的参与，记忆2010年总第49期
  - 王容芬  迫害何时到头？，记忆2010年总第49期
  - 叶志江  难言的历史一定有难言的故事，记忆2010年总第49期
  - 童话  师大女附中学生闻佳的文革冤案，记忆2010年总第49期
  - 刘  进 整理  朱学西访谈录，记忆2010年总第49期
  - 刘  进 整理  李松文访谈录，记忆2010年总第49期
  - 刘  双 整理  卞仲耘案文献资料索引，记忆2010年总第49期
  - 首都红卫兵纠察队（西城分队）宣告成立，记忆2010年总第49期
  - 丁东、陈闯创、丁凯文、陈家琪、可父、范世涛、刘进、胡泊、钱大川来信，记忆2010年总第49期
- 維基新聞相關報導：紅衛兵頭目宋彬彬病逝 生前籲反思文革罪行